# Victor Francen
Victor Francen (5 de agosto de 1888 – 18 de noviembre de 1977) fue un actor teatral y cinematográfico de origen belga, cuya carrera artística se desarrolló principalmente en Francia y Estados Unidos.

## Biografía
Su verdadero nombre era Victor Charles Sidonie Franssen, y nació en Tirlemont, Bélgica. Hijo de un jefe de policía, trabajó en Bélgica en actividades comerciales antes de asentarse en París, ciudad en la que estudió arte dramático bajo la dirección de Paul Mounet. 
Su carrera teatral en los años 1920 incluye interpretaciones de obras de Henri Bernstein, Georges Bataille y Edmond Rostand, con las cuales viajó por Europa, Canadá y América del Sur, actuando además para la Comédie Française. 
Tras tres actuaciones en el cine mudo, interpretó al Profeta en el film de Abel Gance La Fin du monde (1931), confirmándose así como un primer actor del cine francés.
Con el inicio de la ocupación nazi en Francia, en 1940 Francen decidió emigrar a los Estados Unidos, donde inició una nueva carrera. Con su capacidad para hablar con fluidez el inglés, y gracias al interés del actor Charles Boyer, Francen se aseguró de manera inmediata el papel de Van Den Luecken, un célebre profesor universitario de Bruselas, en el film Si no amaneciera (1941). Además, el director Julien Duvivier, con el cual había trabajado en Francia en la película La Fin du jour (1939), le dio un papel en Tales of Manhattan (1942), cinta en episodios producida por Twentieth Century Fox.
En los años sucesivos, Francen se confirmó definitivamente en la gran pantalla estadounidense como un excelente actor de carácter, especializado en papeles de elegantes malvados y ambiguos gentilhombres. Su personaje en Mission to Moscow (1943 le facilitó un contrato de siete años con la productora Warner Brothers.
1944 fue  un año de oro para Francen: esperando repetir el gran éxito de Casablanca (1942), Warner Bros. produjo The conspirators (1944), una película ambientada en Lisboa en la que nuevamente actuaban Paul Henreid, Peter Lorre y Sydney Greenstreet bajo la dirección de Michael Curtiz. Francen fue también dirigido por Curtiz en Passage to Marseille (1944), película en la que actuaban Humphrey Bogart, Claude Rains, Helmut Dantine y Peter Lorre. Francen, Greenstreet y Lorre volvieron a coincidir en The Mask of Dimitrios (1944). Con Lorre actuó nuevamente en The Beast with Five Fingers (1945), y con Greenstreet en Devotion (1946).
En su período en Hollywood, Francen siguió trabajando en el teatro, actuando en francés en Canadá y en inglés en el circuito de Broadway, formando parte del elenco de obras como The Walking Gentleman y The Strong Are Lonely. En 1948 volvió a Francia, donde rodó su último film para Warner, To the Victor (1948), junto a Viveca Lindfors. En los años 1950 Francen disminuyó su actividad, seleccionando sus actuaciones en la gran pantalla, principalmente en producciones estadounidenses rodadas en Europa, como El diablo de las aguas turbias (1954, de Samuel Fuller) y Adiós a las armas (1957, con Rock Hudson, Jennifer Jones y Vittorio De Sica). Francen colaboró también con Fritz Lang en dos aventuras exóticas, El tigre de Esnapur (1959) y Das indische Grabmal (1959).
Cumplidos ya los setenta años de edad, a principios de los años 1960 Francen hizo todavía actuaciones de relieve en Fanny (1961, con Maurice Chevalier), y en La Grande Frousse (1964, de Jean-Pierre Mocky). Su carrera concluyó con el papel de Don Federico en un episodio de la serie televisiva I Spy (1966).
Victor Francen estuvo casado en tres ocasiones, con Eleanor Kreutzer, Renée Corciade y, en 1934, con la actriz Mary Marquet. Él falleció en Saint-Cannat, Francia, en 1977. Sus restos fueron incinerados, y las cenizas esparcidas.

## Teatro
Autor
- 1927 : Une bourgeoise, escenografía de Lugné-Poe, Théâtre de l'Œuvre

Actor
- 1920 : Les Ailes brisées, de Pierre Wolff, Théâtre du Vaudeville
- 1921 : Le Chemin de Damas, de Pierre Wolff, Théâtre du Vaudeville
- 1922 : La Chair humaine, de Henry Bataille, Théâtre du Vaudeville
- 1924 : La Danse de minuit, de Charles Méré, escenografía de Victor Francen, Théâtre de Paris
- 1924 : L'Amour, de Henry Kistemaeckers, Teatro de la Porte Saint-Martin
- 1926 : Le Dictateur, de Jules Romains, escenografía de Louis Jouvet, Teatro de los Campos Elíseos
- 1929 : La Fugue, de Henry Duvernois, Théâtre Saint-Georges
- 1931 : Les Trois Chambres, de Henri-René Lenormand, Théâtre Edouard VII
- 1932 : Christine, de Paul Géraldy, Comédie-Française
- 1933 : Le Messager, de Henry Bernstein, Théâtre du Gymnase Marie-Bell
- 1934 : Espoir, de Henry Bernstein, Théâtre du Gymnase Marie-Bell, con Claude Dauphin, Gabrielle Dorziat y Renée Devillers
- 1936 : Le Cœur, de Henry Bernstein, Théâtre du Gymnase Marie-Bell
- 1939 : Fascicule noir, de Louis Verneuil, Théâtre des Célestins y Théâtre des Bouffes-Parisiens
- 1948 : Celles qu'on prend dans ses bras, de Henry de Montherlant, escenografía de Claude Sainval, Théâtre de la Madeleine
- 1948 : Tovaritch, escrita y puesta en escena por Jacques Deval, Théâtre de la Madeleine
- 1950 : Celle qu'on prend dans ses bras, de Henry de Montherlant, escenografía de Claude Sainval, Théâtre de la Madeleine
- 1951 : Celle qu'on prend dans ses bras, de Henry de Montherlant, escenografía de Claude Sainval, y L'Accident, de Henry Duvernois, escenografía del autor, Théâtre des Célestins
- 1952 : Sur la terre comme au ciel, de Fritz Hochwälder, escenografía de Jean Mercure, Théâtre de l'Athénée
- 1953 : Le Greluchon délicat, de Jacques Natanson, escenografía de Victor Francen, Théâtre des Mathurins
- 1955 : Espoir, de Henri Bernstein, escenografía del autor, Théâtre des Ambassadeurs
- 1955 : Le Troisième Jour, de Ladislas Fodor, escenografía de Victor Francen, Théâtre des Ambassadeurs
- 1957 : Celle qu'on prend dans ses bras, de Henry de Montherlant, escenografía de Victor Francen, Théâtre des Ambassadeurs
- 1960 : La Fleur des pois, de Édouard Bourdet, escenografía de Jean Meyer, Théâtre du Palais Royal
- 1960 : Tovaritch, escrita y puesta en escena por Jacques Deval, Théâtre de Paris

Director
- 1924 : La Danse de minuit, de Charles Méré, Théâtre de Paris
- 1953 : Le Greluchon délicat, de Jacques Natanson, Théâtre des Mathurins
- 1955 : Le Troisième Jour, de Ladislas Fodor, Théâtre des Ambassadeurs
- 1957 : Celle qu'on prend dans ses bras, de Henry de Montherlant, Théâtre des Ambassadeurs

## Filmografía
- Victor Francen pintado por Fernand Allard l'Olivier

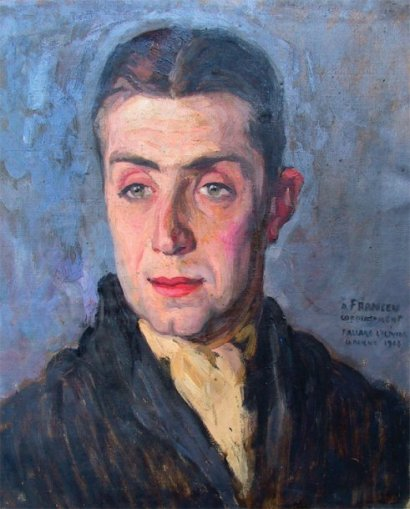
Victor Francen pintado por Fernand Allard l'Olivier

- 1921 : Crépuscule d'épouvante, de Henri Etiévant
- 1923 : La Neige sur les pas, de Henri Etiévant
- 1923 : Le Doute, de Gaston Roudès
- 1931 : La Fin du monde, de Abel Gance
- 1931 : Après l'amour, de Léonce Perret
- 1931 : L'Aiglon, de Victor Tourjansky
- 1932 : Ariane, jeune fille russe, de Paul Czinner
- 1932 : Mélo, de Paul Czinner
- 1933 : Les Ailes brisées, de André Berthomieu
- 1934 : Le Voleur, de Maurice Tourneur
- 1934 : L'Aventurier, de Marcel l'Herbier
- 1935 : Veille d'armes, de Marcel l'Herbier
- 1935 : Le Chemineau, de Fernand Rivers
- 1936 : Le Roi, de Pierre Colombier
- 1936 : La Porte du large, de Marcel l'Herbier
- 1937 : Double crime sur la ligne Maginot, de Félix Gandera
- 1937 : Feu !, de Jacques de Baroncelli
- 1937 : Tamara la complaisante, de Jean Delannoy y Félix Gandera
- 1937 : L'Appel de la vie, de Georges Neveux
- 1937 : Nuits de feu, de Marcel L'Herbier
- 1937 : Forfaiture, de Marcel L'Herbier
- 1938 : J'accuse!, de Abel Gance
- 1938 : Double crime sur la ligne Maginot, de Félix Gandera
- 1938 : La Vierge folle, de Henri Diamant-Berger
- 1939 : La Fin du jour, de Julien Duvivier
- 1939 : Entente cordiale, de Marcel l'Herbier
- 1940 : L'Homme du Niger, de Jacques de Baroncelli
- 1941 : Si no amaneciera, de Mitchell Leisen
- 1942 : Se acabó la gasolina, de Charles Vidor
- 1942 : Diez héroes de West Point, de Henry Hathaway
- 1942 : Tales of Manhattan, de Julien Duvivier
- 1943 : Mission to Moscow, de Michael Curtiz
- 1943 : Madame Curie, de Mervyn LeRoy
- 1943 : The Desert Song, de Robert Florey
- 1944 : The conspirators, de Jean Negulesco
- 1944 : In Our Time, de Vincent Sherman
- 1944 : Passage to Marseille, de Michael Curtiz
- 1944 : The Mask of Dimitrios, de Jean Negulesco
- 1944 : Hollywood Canteen, de Delmer Daves
- 1945 : Confidential Agent, de Herman Shumlin
- 1945 : San Antonio, de David Butler
- 1946 : Devotion, de Curtis Bernhardt
- 1946 : Night and Day, de Michael Curtiz
- 1946 : The Beast with Five Fingers, de Robert Florey
- 1947 : The Beginning or the End, de Norman Taurog
- 1947 : La Révoltée, de Marcel l'Herbier
- 1948 : To the Victor, de Delmer Daves
- 1950 : La Nuit s'achève, de Pierre Méré
- 1951 : Adventures of Captain Fabian - New Orleans Adventure, de William Marshall
- 1954 : El diablo de las aguas turbias, de Samuel Fuller
- 1955 : Bedevilled, de Mitchell Leisen
- 1957 : Adiós a las armas, de Charles Vidor
- 1959 : El tigre de Esnapur, de Fritz Lang
- 1959 : Letter to Loretta (TV, 1 episodio)
- 1961 : Fanny, de Joshua Logan
- 1964 : La Grande Frousse, de Jean-Pierre Mocky
- 1966 : Top Crack, de Mario Russo
- 1966 : Les Espions (1 episodio, TV)